# بييلايسكي فاغاناتس
بييلايسكي فاغاناتس (بالبوسنوية: Bjelajski Vaganac)‏ هي قرية في البوسنة والهرسك. وهي تقع على أراضي بلدية بوسانسكي بتروفاتس التابعة لكانتون يونا-سانا في اتحاد البوسنة والهرسك. طبقا لنتائج تعداد البوسنة عام 2013 فقد كان عدد سكانها 43 نسمة.

## التركيبة السكانية

### التطور التاريخي للسكان
| 1961 | 1971 | 1981 | 1991 | 2013 |
| ---- | ---- | ---- | ---- | ---- |
| 298  | 270  | 221  | 141  | 43   |

### توزيع السكان حسب الجنسية (1991)
في عام 1991 كان عدد سكان القرية 141 نسمة وكانوا جميعا من الصرب.

## وصلات خارجية
- (بالإنجليزية) Maplandia